# لايندجنج
لایندجنج (بالإنجليزية: Lindjung)‏ في ميثولوجيا أستراليا هو الجد الأول لبعض قبائل استراليا، خرج من الماء يعلو وجهه الزبد، وتغمر جسده میاه مالحة.